# Uiramiri
O uiramiri ou dançarino-escarlate (Pipra aureola) é uma ave passeriforme, da família  Pipridae, encontrada na região amazônica, em matas periodicamente inundadas e em várzeas. Assemelha-se ao uirapuru-laranja, diferindo deste pelo abdómen negro com faixa vermelha no centro. Também é conhecido pelos nomes de uiramirim, uirapuru e uirapuru-vermelho.[carece de fontes?]